# Athetis graphicomas
Athetis graphicomas là một loài bướm đêm trong họ Noctuidae.